# Sexindustrie

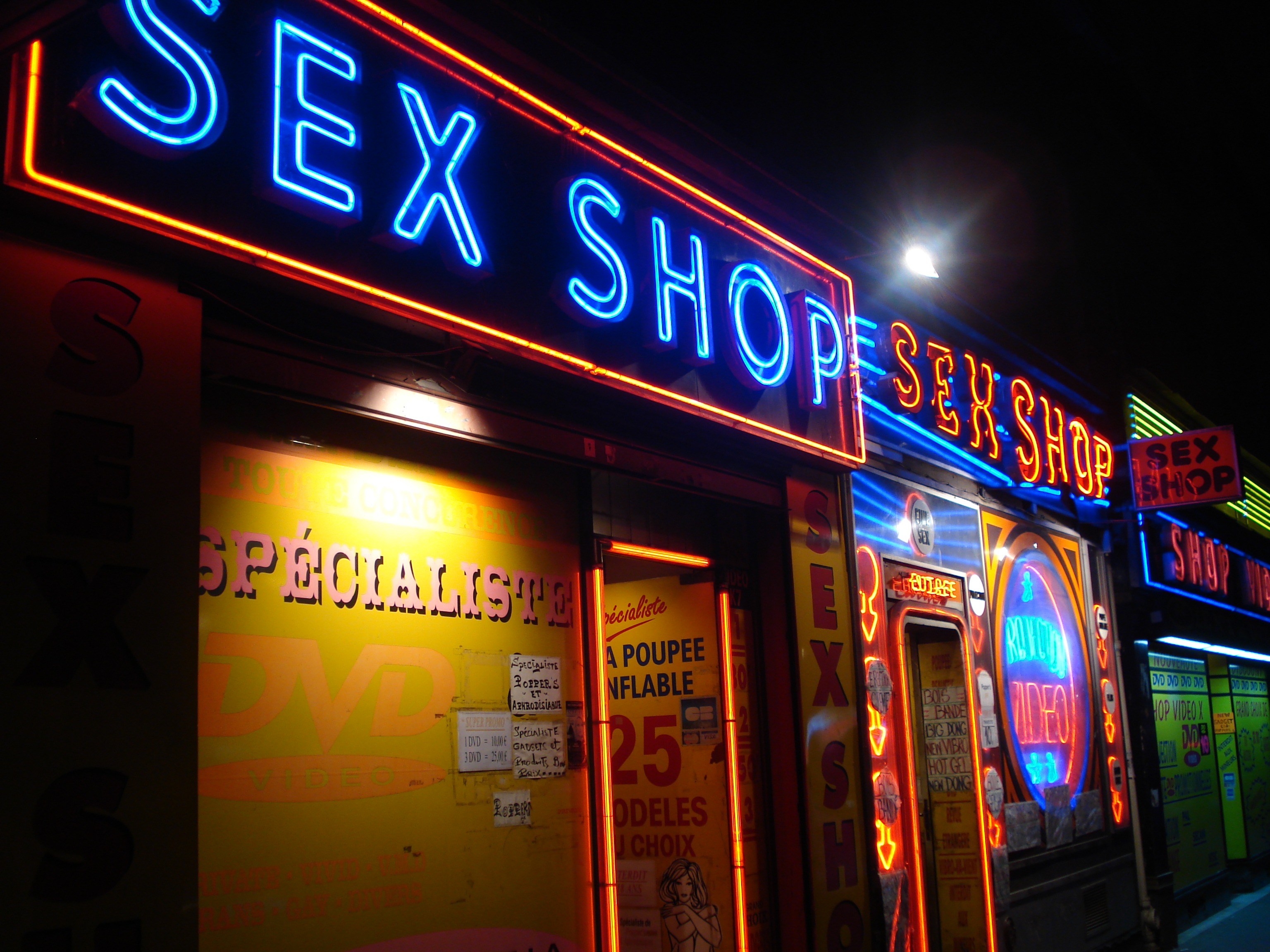
Sexshop in Paris

Sexindustrie ist eine Bezeichnung für den Wirtschaftszweig, in dem Waren und Dienstleistungen für den Bereich der Sexualität produziert und angeboten werden (Erotikbranche). Eine genaue Definition dieser Branche ist nur schwer vorzunehmen und der Begriff wird in verschiedenen Kontexten unterschiedlich genutzt. Zu den Beschäftigten in diesen Bereichen zählen auch Sexarbeiter.

## Definition
Bei der Sexindustrie handelt es sich nicht um eine Industrie im üblichen Sinne der Produktion und Weiterverarbeitung von bestimmten materiellen Gütern oder Waren in Fabriken und Anlagen. Vielmehr umfasst sie die Planung und Gestaltung, die Herstellung, den Handel, Vertrieb und den Verkauf, sowie die Vermittlung einer Vielzahl von ganz unterschiedlichen Produkten und Dienstleistungen mit sexuellen Inhalten. Die beteiligten Wirtschaftszweige können dabei so unterschiedliche Branchen wie die Herstellung von Film- und Druckerzeugnissen, die Herstellung pharmazeutischer Erzeugnisse, die Medizintechnik und die Herstellung von Textilprodukten, die Kunststoff- und Metallverarbeitung, die Elektro- und Elektronikindustrie, die Telekommunikation, das Wohnungs-, Hotel-, Gaststätten- und Wellnessgewerbe, der Tourismus, das Veranstaltungswesen oder den Groß- und Einzelhandel, u. v. a. m. umfassen.
Zu den Kernbereichen der Sexindustrie werden die Prostitution und die Pornografie sowie Sexspielzeuge und sexuelle Hygieneprodukte wie Kondome und Aphrodisiaka gezählt. 
Der Ausschuss für die Rechte der Frau und die Gleichstellung der Geschlechter des Europäischen Parlaments definiert in seinem Bericht über die Konsequenzen der Sexindustrie in der Europäischen Union aus dem Jahr 2004 die Sexindustrie als „Tätigkeiten, die darauf abzielen[,] auf legale oder illegale Weise sexuelle Dienste/Produkte in organisierter Form zu vermarkten und/oder zu verkaufen und Menschen – ob Kinder, Frauen oder Männer – zu Profitzwecken sexuell auszubeuten“. Dazu zählt der Ausschuss auch die organisierte Prostitution – beispielsweise Escortservice, Call-Girls, das Betreiben von Bordellen, Straßenprostitution, Internetprostitution, Massageinstitute, Stripklubs, Telefonsex, Ehevermittlungen, Sextourismus, Pornografie und Erotikmessen.
Je nach historisch gewachsenen sozio-kulturellen Moralvorstellungen von Gesellschaften und deren sexual- und geschlechtspolitischen Gesetzgebung kann die Sexindustrie daher sowohl legale als auch illegale Produkte und Dienstleistungen umfassen. Aufgrund der Illegalität und der moralischen Abwertung bestimmter Sexualpraktiken wie Homosexualität, BDSM, Masturbation oder der Prostitution können Teile der Sexindustrie u. a. durch das Rotlichtmilieu räumlich und funktionell eng mit kriminellen Aktivitäten verknüpft sein. Beispiele für diese Verknüpfung sind die Zwangsprostitution und der Menschenhandel, illegale Pornografie sowie die organisierte Drogen- und Bandenkriminalität.

## Umfang
Die Sexindustrie mit ihren Angeboten war eine der treibendsten Kräfte bei der Nutzung des Internets und macht laut einer Schätzung der britischen Zeitung Daily Mail von 9. April 2012 ca. 30 % des weltweiten Übertragungsvolumens aus.
Von 252 Millionen £, die im Jahr 2001 durch europäische Internetbenutzer ausgegeben wurden, gingen 70 % an Seiten mit pornografischem Inhalt.
Gemäß dem Bericht des Ausschusses für die Rechte der Frau  und die Gleichstellung der Geschlechter (FEMM) des europäischen Parlaments vom 3. Februar 2014 über Sexuelle Ausbeutung und Prostitution und deren Auswirkungen auf die Gleichstellung der Geschlechter (Honeyball Report), belaufen sich die Einnahmen aus der Prostitution weltweit auf schätzungsweise 186 Mrd. US-$ pro Jahr.

### Deutschland
Über das Gesamtausmaß und die Gewinne der Sexindustrie in Deutschland existieren keine offiziellen Zahlen.
Zur Anzahl der Prostituierten in Deutschland gibt es keine zuverlässigen Angaben aus einer Statistik oder auf wissenschaftlicher Grundlage.
Das Bundesministerium für Familie, Senioren, Frauen und Jugend veröffentlicht eine häufig zitierte (z. B.) Schätzung aus dem Jahre 1988, die auf die Berliner Prostituiertenberatungsstelle Hydra e. V. zurückgeht. Demnach gebe es in Deutschland bis zu 400.000 Prostituierte und täglich bis zu 1,2 Millionen Kunden. Andere Schätzungen oder Hochrechnungen gehen von niedrigeren Zahlen aus.
In Deutschland erscheinen monatlich mehr als tausend Porno-DVDs; der Umsatz mit Pornofilmen wurde 2007 auf etwa 800 Millionen Euro jährlich geschätzt.
Laut einer Analyse der Online-Forscher von Similarweb aus dem Jahr 2013 bestehen 12,5 % aller Webseitenaufrufe in Deutschland aus Zugriffen auf pornografische Seiten. Gefolgt von den USA, Brasilien und Indien nimmt Deutschland damit weltweit die Spitzenposition ein.

### Vereinigte Staaten
In fast sämtlichen Bundesstaaten ist Prostitution verboten (vergleiche Prostitution in den Vereinigten Staaten). Als ein räumlicher Schwerpunkt für die Herstellung von Pornofilmen gilt das San Fernando Valley.
Die US-Sexindustrie ist zwar aufgrund einer Vielzahl von Publikationen, zahlreicher Adult-Webmasterforen und der Fachzeitschrift Adult Video News (AVN) weitaus transparenter als die Branche in Europa, jedoch schwanken die Daten zur realen Ökonomie erheblich und scheinen von dem jeweiligen politischen Standpunkt beeinflusst zu sein. Dabei wird seitens der Sexindustrie sowie von Vertretern einer liberalen Grundhaltung die wirtschaftliche Bedeutung für den Staatshaushalt betont und der Umsatz entsprechend hoch beziffert. Konservative und religiöse Kreise sowie erklärte Pornographiegegner hingegen schätzen die wirtschaftliche Bedeutung der Sexindustrie als gering ein und beziffern dementsprechend auch den Umsatz geringer. So differieren die verschiedenen Umsatzschätzungen der Sexindustrie in den USA um über 6 Milliarden US-Dollar.
Während das New York Times Magazine in einem Artikel aus dem Jahr 2001 von einem Gesamtumsatz von 10 bis 14 Milliarden Dollar ausgeht, beziffert das Magazin Forbes im selben Monat den Umsatz auf 2,6 bis 3,9 Milliarden US-Dollar. Forbes stützt sich dabei auf einen Industrie-Report aus dem Jahr 2001. Der quantifizierte Umsatz verteilt sich dieser Studie zufolge auf:
- 0,5 – 1,8 Mrd. US-$ aus dem Verkauf und Verleih pornographischer Videos,
- 1,0 Mrd. US-$ aus Internet Angeboten,
- 1,0 Mrd. US-$ aus dem Verkauf pornografischer Druckerzeugnisse und
- 128 Mio. US-$ aus der Bezahlform „Pay-Per-View“.

Allerdings wurden weitere umsatzstarke Segmente wie Prostitution, Versandhandel sowie der Direktverkauf von Sextoys nicht berücksichtigt.
Der Autor Lewis Perdue schätzte im Jahr 2003 den versteuerten Gesamtumsatz auf 16,2 Milliarden US-Dollar. Aufgrund der weitgehenden Prostitutionsverbote in den USA geht er dabei, unter der Annahme von 500.000 Prostituierten, von einem zusätzlichen illegalen Gesamtumsatz in Höhe von 15 Milliarden US-Dollar aus.
Nach einer Schätzung des Branchenmagazins Adult Video News (AVN) soll der Umsatz der US-Sexindustrie im Jahr 2005 12,6 Milliarden US-Dollar betragen haben. Davon entfielen 4 Milliarden US-Dollar allein auf den Kauf und den Verleih pornografischer Videos.

## Kritik
Inna Shevchenko, Sprecherin der ukrainischen Frauenrechtsbewegung Femen, kritisierte vor dem Hintergrund der Fußball-Europameisterschaft 2012 in der Ukraine und Polen gegenüber EurActiv.de, sie habe im Vorfeld der EM eine Ausdehnung der Sexindustrie in der Ukraine beobachtet: 

„Vor der Meisterschaft wurden viele neue Bordelle mit englischer Werbung für die Touristen eröffnet. Die Sexindustrie funktioniert nach dem Vorbild der Fast Food-Industrie, es ist billig, leicht verfügbar und überall erhältlich.“

Problematisch sind sexuelle Ausbeutung, Pornografie, Prostitution von und der Handel mit Kindern, Heranwachsenden und jungen Erwachsenen. Der Europarat verabschiedete 2007 ein Übereinkommen zum Schutz von Kindern vor sexueller Ausbeutung und Missbrauch. Der Menschenhandel zur Zwangsprostitution bringt jährlich 32 Milliarden US-Dollar Profit ein und umfasst 2,4 Millionen geschleppte Personen, davon 140.000 Fälle in Europa.
Die Welt-Aids-Konferenz 2012 nahm zum Abschluss ihrer Zusammenkunft in Washington die Sexindustrie in den Fokus. Dabei wurde erneut betont, „wie wichtig es auch für Arbeitnehmer in der Sexindustrie sei, geschützten Geschlechtsverkehr zu haben“, denn laut AIDS-Programm der Vereinten Nationen werden 80 % der HIV-Infektionen durch ungeschützten Sex verursacht. Männer, die Sex mit Männern haben, Transsexuelle, Drogenabhängige und eben Menschen, die in der Sexindustrie arbeiten, müssten leiden und würden mit Diskriminierung und Ungerechtigkeiten konfrontiert.